# Éric Gold
Pour les articles homonymes, voir Gold.
Éric Gold, né le 7 juin 1964 à Vichy (Allier), est un homme politique français. Il est sénateur du Puy-de-Dôme depuis octobre 2017.

## Biographie
Il a été maire de Saint-Priest-Bramefant, commune du Puy-de-Dôme, de 1995 à 2017.
Il siège également en tant que conseiller départemental depuis 2004, puis devient vice-président du conseil départemental du Puy-de-Dôme chargé des grands projets en 2015. 
Il occupe la vice-présidence de la communauté de communes des Coteaux de Randan de 2014 à 2017, date de la création de la communauté de communes Plaine Limagne, dont il prend alors la présidence,,,.
Laissant par conséquent sa place de maire de Saint-Priest-Bramefant pour ne pas cumuler les mandats exécutifs, c'est en tant qu'adjoint au maire qu'il se fait remarquer dans la presse nationale, et notamment dans le Canard enchaîné, au lendemain du premier tour de l'élection présidentielle française de 2017 pour avoir publié sur sa page Facebook une diatribe critique à l'endroit d'une partie de ses administrés tentée de voter pour le Front national,.
En septembre 2017, il quitte sa fonction de président de la communauté de communes Plaine Limagne lors de son élection, sur la liste La République en marche, en tant que sénateur du Puy-de-Dôme,,,. Il laisse son siège à Claude Raynaud,,. Il est réélu sénateur le 24 septembre 2023. 

## Candidature de la Chaîne des Puys et de la faille de Limagne à l'UNESCO
Investi dans le projet depuis son lancement en 2007, il accompagne la candidature de la Chaîne des Puys et de la faille de Limagne pendant plus d'une décennie jusqu'à son inscription le 2 juillet 2018 sur la liste des sites naturels du patrimoine mondial de l'UNESCO par la 42e session du Comité du patrimoine mondial, en tant que « haut lieu tectonique »,.

## Détail des mandats et fonctions
- Conseiller municipal et maire :
  - 1989-1992 : conseiller municipal de Saint-Priest-Bramefant (Puy-de-Dôme)
  - 1992-1995 puis 2017 : adjoint au maire de Saint-Priest-Bramefant (Puy-de-Dôme)
  - 1995-2017 : maire de Saint-Priest-Bramefant (Puy-de-Dôme)

- Élu d'une communauté de communes :
  - 2006-2017 : vice-président de la communauté de communes des Coteaux de Randan (Puy-de-Dôme)
  - 1er janvier 2017-24 septembre 2017 : président de la communauté de communes Plaine Limagne (Puy-de-Dôme)

- Conseiller départemental du Puy-de-Dôme :
  - 2004-2015 : conseiller général du canton de Randan (Puy-de-Dôme)
  - 2015- : conseiller départemental du canton de Maringues (Puy-de-Dôme) et vice-président aux grands projets départementaux jusqu'en septembre 2017.

- Sénateur :
  - 2017- : sénateur du Puy-de-Dôme